# Henrik Witt
Josua Henrik Witt, född 22 september 1882 i Natal Sydafrika, död 1943 i Stockholm, var en svensk kompositör.
Han komponerade filmmusiken Över havet tanken glider i filmen Alla tiders Karlsson (1936).